# Kannaland Local Municipality
Kannaland (englisch Kannaland Local Municipality, afrikaans Kannaland Munisipaliteit, zulu UMasipala waseKannala) ist eine Lokalgemeinde im Distrikt Garden Route der südafrikanischen Provinz Westkap. Der Sitz der Gemeindeverwaltung befindet sich in Ladismith. Bürgermeisterin ist Magdalena Barry.
Die Gemeinde ist nach dem Khoikhoi-Namen für eine dort wachsende Pflanze benannt, die gwana (Mesembryanthemum).

## Städte und Orte
| - Anysberg - Badshoogte - Bergsig - Calitzdorp - Droevlei - Kraaldorings - Ladismith - Nissenville | - Oosgam - Plathuis - Vanwyksdorp - Vleirivier - Zoar |

## Bevölkerung
Im Jahr 2011 betrug die Einwohnerzahl 24.767 in 6212 Haushalten auf einer Gesamtfläche von 4758 km². Davon waren 84,6 % Coloured, 9,9 % weiß und 4,7 % schwarz. Gesprochen wurde zu 93,1 % Afrikaans und zu 2,5 % Englisch.

## Geschichte
Kannaland ist die einzige südafrikanische Gemeinde, in der bei den Kommunalwahlen 2016 die Independent Civic Organisation of South Africa mit drei von sieben die meisten Sitze bekam. Die übrigen Parteien bildeten jedoch eine Koalition.

## Sehenswürdigkeiten
- Anysberg Nature Reserve
- Gamkaberg Nature Reserve
- Red Mountain Nature Reserve
- Swartberg Nature Reserve
- Towerkop Nature Reserve